# Энергетика Удмуртии
Энергетика Удмуртии — сектор экономики региона, обеспечивающий производство, транспортировку и сбыт электрической и тепловой энергии. По состоянию на начало 2020 года, на территории Удмуртии эксплуатировались 7 тепловых электростанций общей мощностью 719,276 МВт. В 2019 году они произвели 3728 млн кВт·ч электроэнергии.

## История
Первая электростанция на территории современной Удмуртии появилась в 1892 году на Ижевском железоделательном заводе, в 1894 году она была расширена и стала называться Центральной электрической станцией Ижевских заводов, просуществовавшей до конца 1950-х годов. В 1913 году в Ижевске фабрикантом-оружейником Березиным была построена электростанция, работавшая на нефтепродуктах и снабжавшая электроэнергией оружейную фабрику, кинотеатр и несколько жилых домов. В 1912 году первая электростанция была построена в Глазове, она состояла из двух паровых локомобилей мощностью по 20 кВт каждый и еще двух локомобилей с генераторами постоянного тока мощностью по 45 кВт. Вырабатываемая электростанцией энергия использовалась для энергоснабжения учреждений, некоторых частных домов, освещения улиц.
В 1930 году в соответствии с планом ГОЭЛРО начинается строительство первой относительно крупной электростанции региона, Ижевской ТЭЦ-1. Пуск первого турбоагрегата новой станции состоялся 29 января 1934 года. Изначально станция использовала в качестве топлива древесную щепу, впоследствии она была переведена на сжигание торфа и угля. Основной задачей станции было энергоснабжение промышленности, в первую очередь оружейных заводов. К концу Великой Отечественной войны мощность Ижевской ТЭЦ-1 составляла 47 МВт, Центральной электростанции — 5 МВт. В Глазове в 1921 году была построена электростанция № 2 мощностью 12 кВт, а в 1932 году — ещё одна работающая на дровах электростанция с четырьмя генераторами мощностью по 93 кВт. 30 октября 1944 года была пущена Сарапульская ТЭЦ, изначально состав её оборудования включал два корабельных паровых котла и один турбоагрегат мощностью 3,5 МВт. В 1947 году было начато строительство Глазовской ТЭЦ, предназначенной для энергоснабжения Чепецкого механического завода, в 1949 году станция была введена в эксплуатацию.
В 1921 года с пуска электростанции в с. Шаркан начинается электрификация сельской местности. В 1927 году в Удмуртии работали 17 электростанций, из них 6 общей мощностью 30 кВт — в сельской местности. В 1934 году сельских электростанций было уже 38, общей мощностью 980 кВт. Активная электрификация сельской местности началась в послевоенные годы, первоначально за счёт строительства небольших тепловых электростанций и малых ГЭС. К 1950 году насчитывалось 457 сельских электростанций общей мощностью 9,3 МВт, в том числе 288 малых ГЭС. Из последних наиболее крупными были Болтачевская ГЭС (570 кВт), Октябрьская ГЭС (540 кВт), Валинская ГЭС (540 кВт), Зуринская ГЭС (250 кВт). К 1960 году общая мощность сельских электростанций достигла 30,5 МВт, в год они вырабатывали 41 млн кВт·ч электроэнергии.
В 1959 году со строительством ВЛ 110 кВ Ижевск-Воткинск Удмуртия была подключена к единой энергосистеме России. В том же году был дан старт развитию централизованного теплоснабжения — Ижевская ТЭЦ-1 начала подавать тепло в жилые дома. В 1963 году было образовано районное энергетическое управление (РЭУ) «Удмуртэнерго». С начала 1960-х годов происходит активный переход сельских районов на централизованное энергоснабжение, с одновременным выводом из эксплуатации мелких местных электростанций. Этот процесс был в основном завершён к 1970 году.
В 1971 году было начато строительство крупнейшей электростанции региона — Ижевской ТЭЦ-2. В 1975 году новая станция начала вырабатывать тепло, а в 1977 году — и электроэнергию. В 1982 году станция была выведена на полную мощность. В 1993 году было начато строительство Ижевской ТЭЦ-3, которое не было завершено, а построенные сооружения были частично демонтированы.
В 2011—2014 годах на Ижевской ТЭЦ-1 был построен современный парогазовый энергоблок мощностью 230 МВт, что позволило увеличить мощность станции почти в четыре раза. Запланирована замена четвертого турбоагрегата Ижевской ТЭЦ-2 с увеличением мощности станции, новый турбоагрегат планируется ввести в эксплуатацию в 2023 году.

## Генерация электроэнергии
По состоянию на начало 2020 года, на территории Удмуртии эксплуатировались 7 тепловых электростанций общей мощностью 719,276 МВт: Ижевская ТЭЦ-1, Ижевская ТЭЦ-2, Воткинская ТЭЦ, Глазовская ТЭЦ, Сарапульская ТЭЦ, ТЭС ООО «Автокотельная», Мини-ТЭЦ ООО «УКС».

### Ижевская ТЭЦ-1
Расположена в г. Ижевске, один из источников теплоснабжения города. Старейшая ныне действующая электростанция региона. Теплоэлектроцентраль смешанной конструкции, включает в себя паротурбинную часть, парогазовый энерогоблок и водогрейную котельную, в качестве топлива использует природный газ. Эксплуатируемые в настоящее время турбоагрегаты станции введены в эксплуатацию в 1971—2014 годах, при этом сама станция пущена в 1934 году. Установленная электрическая мощность станции — 266,6 МВт, тепловая мощность — 659,8 Гкал/час. Фактическая выработка электроэнергии в 2019 году — 1559,1 млн кВт·ч. Оборудование паротурбинной части станции включает в себя три турбоагрегата, мощностью по 12 МВт, а также четыре котлоагрегата. Парогазовый энергоблок состоит из газотурбинной установки мощностью 167,6 МВт, паротурбинного агрегата мощностью 63 МВт и котла-утилизатора. Также имеется водогрейная котельная с одним водогрейным котлом (ещё два котла находятся в длительной консервации). Принадлежит ПАО «Т Плюс».

### Ижевская ТЭЦ-2
Расположена в г. Ижевске, один из источников теплоснабжения города. Крупнейшая электростанция региона. Паротурбинная теплоэлектроцентраль, в качестве топлива использует природный газ. Турбоагрегаты станции введены в эксплуатацию в 1977—1982 годах. Установленная электрическая мощность станции — 390 МВт, тепловая мощность — 1474 Гкал/час. Фактическая выработка электроэнергии в 2019 году −1735,3 млн кВт·ч. Оборудование станции включает в себя четыре турбоагрегата, один мощностью 60 МВт и три — по 110 МВт. Также имеются два котлоагрегата и три водогрейных котла. Принадлежит ПАО «Т Плюс».

### Воткинская ТЭЦ
Расположена в г. Воткинске, обеспечивает энергоснабжение Воткинского завода (блок-станция), также является одним из источников теплоснабжения города. Паротурбинная теплоэлектроцентраль, в качестве топлива использует природный газ. Турбоагрегаты станции введены в эксплуатацию в 1977—1982 годах. Установленная электрическая мощность станции — 16 МВт, тепловая мощность — 545 Гкал/час. Фактическая выработка электроэнергии в 2019 году — 253,3 млн кВт·ч. Оборудование станции включает в себя два турбоагрегата, мощностью 4 МВт и 12 МВт, и пять котлоагрегатов. Также имеется водогрейная котельная с пятью котлами. Принадлежит АО «Воткинский завод».

### Глазовская ТЭЦ
Расположена в г. Глазове, обеспечивает энергоснабжение Чепецкого механического завода (блок-станция), также является основным источником теплоснабжения города. Парогазовая теплоэлектроцентраль (ПГУ-ТЭЦ), в качестве топлива использует природный газ. Турбоагрегаты станции введены в эксплуатацию в 2007 и 2018 годах, при этом сама станция эксплуатируется с 1949 года. Установленная электрическая мощность станции — 24,9 МВт, тепловая мощность — 671 Гкал/час. Фактическая выработка электроэнергии в 2019 году — 91,3 млн кВт·ч. Оборудование станции включает в себя газотурбинную установку мощностью 23,41 МВт, паротурбинную установку мощностью 1,49 МВт и котёл-утилизатор. Также имеется пять котлоагрегатов и четыре водогрейных котла. Потенциально мощность станции может быть увеличена до 89,5 МВт за счет ввода пяти законсервированных паротурбинных турбоагрегатов. Принадлежит АО «Русатом Инфраструктурные решения» (входит в группу Росатом).

### Сарапульская ТЭЦ
Расположена в г. Сарапуле, основной источник теплоснабжения города. Паротурбинная теплоэлектроцентраль, в качестве топлива использует природный газ. Турбоагрегаты станции введены в эксплуатацию в 1970 и 1994 годах, при этом сама станция пущена в 1944 году. Установленная электрическая мощность станции — 10,7 МВт, тепловая мощность — 284,7 Гкал/час. В 2019 году электроэнергия не вырабатывалась. Оборудование станции включает в себя два турбоагрегата, мощностью 4,7 МВт и 6 МВт. Также имеются четыре котлоагрегата и два водогрейных котла. Принадлежит ООО «Губахинская энергетическая компания».

### ТЭС ООО «Автокотельная»
Расположена в г. Ижевске, один из источников теплоснабжения города. Водогрейная котельная с попутной выработкой электроэнергии, в качестве топлива использует природный газ. Турбоагрегаты станции введены в эксплуатацию в 2013 году. Установленная электрическая мощность станции — 6,5 МВт, тепловая мощность — 640 Гкал/час. Фактическая выработка электроэнергии в 2019 году — 22,2 млн кВт·ч. Оборудование станции включает в себя два паротурбинных турбоагрегата, мощностью 3 МВт и 3,5 МВт. Также имеются три котлоагрегата и три водогрейных котла.

### Мини-ТЭЦ ООО «УКС»
Расположена в г. Ижевске. Газопоршневая когенерационная установка, в качестве топлива использует природный газ. Введена в эксплуатацию в 2015 году. Установленная электрическая мощность станции — 4,576 МВт, тепловая мощность — 5,628 Гкал/час. Фактическая выработка электроэнергии в 2019 году — 3 млн кВт·ч. Оборудование станции включает в себя четыре газопоршневых агрегата мощностью по 1,144 МВт.

## Потребление электроэнергии
Потребление электроэнергии в Удмуртии (с учётом потребления на собственные нужды электростанций и потерь в сетях) в 2019 году составило 9702,4 млн кВт·ч, максимум нагрузки — 1516 МВт. Таким образом, Удмуртия является энергодефицитным регионом по электроэнергии и мощности, недостаток восполняется за счет перетоков электроэнергии из соседних регионов. В структуре энергопотребления лидирует промышленность — 51,7 %, доля потребления населением составляет 11,3 %, транспорта и связи — 11,5 %. Крупнейшие потребители электроэнергии по итогам 2019 года: ОАО «Удмуртнефть» — 1287,8 млн кВт·ч, АО «Белкамнефть» — 1113 млн кВт·ч, ОАО «РЖД» — 692,2 млн кВт·ч, ПАО «Ижсталь» — 300 млн кВт·ч. Функции гарантирующего поставщика электроэнергии выполняет АО «ЭнергосбыТ Плюс».

## Электросетевой комплекс
Энергосистема Удмуртии входит в ЕЭС России, являясь частью Объединённой энергосистемы Урала, находится в операционной зоне филиала АО «СО ЕЭС» — «Региональное диспетчерское управление энергосистем Пермского края, Удмуртской Республики и Кировской области» (Пермское РДУ). Энергосистема региона связана с энергосистемами Кировской области по трём ВЛ 220 кВ и одной ВЛ 35 кВ, Марий Эл — по одной ВЛ 500 кВ, Татарстана — по одной ВЛ 500 кВ, Башкортостана — одной ВЛ 500 кВ и двум ВЛ 110 кВ, Пермского края — по четырём ВЛ 220 кВ и одиннадцати ВЛ 110 кВ.
Общая протяженность линий электропередачи напряжением 110—500 кВ составляет 4745,2 км, в том числе линий электропередачи напряжением 500 кВ — 411 км, 220 кВ — 1405,3 км, 110 кВ — 2928,9 км. Магистральные линии электропередачи напряжением 220—500 кВ эксплуатируются филиалом ПАО «ФСК ЕЭС» — Пермское ПМЭС, распределительные сети напряжением 110 кВ — филиалом ПАО «МРСК Центра и Приволжья» — «Удмуртэнерго» (в основном) и территориальными сетевыми организациями.